# Soma Meshino
Soma Meshino (食野 壮磨 Meshino Soma?), född 20 maj 2001 i Osaka prefektur, är en japansk fotbollsspelare.
Meshino började sin karriär 2019 i Gamba Osaka.